# John Woinarski
John Casimir Zichy Woinarski (* 26. September 1955), häufig auch John C. Z. Woinarski geschrieben, ist ein australischer Ökologe und Ornithologe.

## Leben
Woinarski begann sein Interesse für die Ornithologie als wissenschaftlicher Assistent an der Geelong Grammar School. Von dort wechselte er zum National Parks Service von Victoria. Von Juli bis September 1982 war er an einem Forschungsprojekt des Edward Grey Institute und der Monash University über die vom Aussterben bedrohte Flaggentrappe im indischen Bundesstaat Gujarat beteiligt. 1984 wurde er mit der Dissertation Ecology of pardalotes in south eastern Australia an der Monash University zum Ph.D. promoviert. Von 1988 bis 1990 war er Experimentalwissenschaftler an der Abteilung für Wildtiere und Ökologie der Commonwealth Scientific and Industrial Research Organisation (CSIRO). Seit 1991 ist er Ökologe bei der Naturschutzkommission des Northern Territory.
John Woinarski engagiert sich seit den 1970er Jahren in Australien für Naturschutzforschung, -politik und -management. Ein Großteil dieser Zeit war er in Nordaustralien tätig.
2017 war Woinarski am Kapitel über die Langschwanzmäuse (Muridae) am siebenten Band des Handbook of the Mammals of the World beteiligt.
Woinarski hat ausführlich über Ökologie und Naturschutz geschrieben, mit einem besonderen Schwerpunkt auf Vögel und Säugetiere sowie über gefährdete Arten im Allgemeinen.
Er ist stellvertretender Direktor des Threatened Species Recovery Hub (TSRH, Erhaltungszentrum für gefährdete Arten) beim National Environment Science Program und Professor am Research Institute for the Environment and Livelihoods (RIEL) der Charles Darwin University.
1994 gehörte Woinarski zu den Erstbeschreibern der Kakadu-Schmalfuß-Beutelmaus (Smithopsis bindi).

## Auszeichnungen
2001 erhielt Woinarski den Eureka Prize des Australian Museum für Biodiversitätsforschung. Im selben Jahr wurde er mit der D. L. Serventy Medal der Royal Australasian Ornithologists Union ausgezeichnet. 2019 erhielt er für das Buch A Bat’s End den Whitley Award der Royal Zoological Society of New South Wales in der Kategorie Naturschutzbiologie.

## Schriften (Auswahl)
- Eucalypt Ecology: Individuals to Ecosystems, 1997
- A field guide to the rodents and dasyurids of the Northern Territory, 2002
- Lost from Our Landscape: Threatened Species of the Northern Territory, 2007
- The Nature of Northern Australia: It’s Natural Values, Ecological Processes and Future Prospects, 2007
- The Action Plan for Australian Mammals 2012, 2014
- Recovering Australian Threatened Species: A Book of Hope, 2018
- A Bat’s End: The Christmas Island Pipistrelle and Modern Extinction in Australia, 2018
- mit Sarah Legge und Chris Dickman: Cats in Australia: Companion and Killer, 2019
- mit David Chapple, Reid Tingley, Nicola Mitchell, Stewart Macdonald, J. Scott Keogh, Glenn Shea, Philip Bowles und Neil Cox: The Action Plan for Australian Lizards and Snakes 2017, 2019